# Deltamysis holmquistae
Deltamysis holmquistae är en kräftdjursart som beskrevs av Bowman och María Cristina Orsi 1992. Deltamysis holmquistae ingår i släktet Deltamysis och familjen Mysidae. Inga underarter finns listade i Catalogue of Life.